# 廣嶋禎数
廣嶋 禎数（ひろしま よしかず、1962年5月22日 - ）は、大阪府大阪市出身の元サッカー審判員。日本サッカー協会 (JFA) トップレフェリーインストラクター。

## 経歴
小学5年生のころからサッカーを始め、大阪府立藤井寺高等学校進学後に本格的にサッカーに取り組む（ポジションはMF）。その後大阪体育大学に進むが、選手としてではなく関西学生サッカー連盟の幹事長を務めるなど、学連での活動が主となった。並行して審判資格の取得を始め、大学2年・20歳の時に4級審判員の資格を取得。大学卒業後は大阪府立高校の保健体育科教諭となり、西浦高校、平野高校、長野高校で教鞭を執る。
1990年に1級審判員資格取得。1993年のJリーグ発足と同時に副審を務める。1994年にはJFAの申請により国際サッカー連盟（FIFA）に国際審判員（副審）として登録され、国内外の主要な大会で副審を務める。
2006年にはワールドカップ・ドイツ大会で日本人5人目（副審としては初）のW杯審判に選出される。同大会では主審の上川徹、副審の金大英（キム・デヨン、韓国）とグループを組み、グループリーグのポーランド対エクアドル戦と、イングランド対トリニダード・トバゴ戦で副審を務めた。さらに、日本人審判としては初めて3位決定戦・ドイツ対ポルトガル戦の副審も務めた。なお、当時は国際審判員に45歳定年制が導入されていたため、ワールドカップでの審判はこれが最初で最後であった。
2008年シーズンをもって審判活動から引退し、2009年からはJFAトップレフェリーインストラクター（主に副審を担当）として後進の指導に当たっている。

## エピソード
- 国際大会はもとより、国内でも基本的に副審として活動してきた廣嶋だが、1度だけJ1リーグで主審を務めたことがある。2008年7月26日のJ1第19節・川崎フロンターレ対名古屋グランパス戦（等々力陸上競技場）で、この試合の53分（後半8分）、主審の柏原丈二が負傷のため第4審に回り、この試合で副審を務めていた廣嶋が急遽主審として試合を裁く（副審は第4審を務めていた大塚晴弘に交代）というものであった[4]。なお、J2リーグでは2000年から2002年にかけて5試合で主審経験がある。

## 受賞歴
- 1995年 - Jリーグ審判員特別奨励賞
- 1996・1997・2000・2003・2006・2008年 - Jリーグ優秀副審賞

## 決勝担当
| 開催年月日    | 大会                                     | 対戦カード             | 対戦カード             | 結果        | 会場                   | 担当 |
| ------------- | ---------------------------------------- | ---------------------- | ---------------------- | ----------- | ---------------------- | ---- |
| 1994年12月2日 | 1994 Jリーグサントリーチャンピオンシップ | ヴェルディ川崎         | サンフレッチェ広島     | 1-0         | 国立競技場             | 副審 |
| 1995年12月6日 | 1995 Jリーグサントリーチャンピオンシップ | ヴェルディ川崎         | 横浜マリノス           | 0-1         | 国立競技場             | 副審 |
| 1996年1月1日  | 第75回天皇杯全日本サッカー選手権大会     | 名古屋グランパスエイト | サンフレッチェ広島     | 3-0         | 国立競技場             | 副審 |
| 1996年9月25日 | 1996 Jリーグヤマザキナビスコカップ       | ヴェルディ川崎         | 清水エスパルス         | 3-3 (PK4-5) | 国立競技場             | 副審 |
| 1997年1月1日  | 第76回天皇杯全日本サッカー選手権大会     | サンフレッチェ広島     | ヴェルディ川崎         | 0-3         | 国立競技場             | 副審 |
| 1997年12月6日 | 1997 Jリーグサントリーチャンピオンシップ | ジュビロ磐田           | 鹿島アントラーズ       | 3-2         | ジュビロ磐田スタジアム | 副審 |
| 1998年1月1日  | 第77回天皇杯全日本サッカー選手権大会     | 鹿島アントラーズ       | 横浜フリューゲルス     | 3-0         | 国立競技場             | 副審 |
| 1998年7月19日 | 1998 Jリーグヤマザキナビスコカップ       | ジュビロ磐田           | ジェフユナイテッド千葉 | 4-0         | 国立競技場             | 副審 |
| 1999年1月1日  | 第78回天皇杯全日本サッカー選手権大会     | 横浜フリューゲルス     | 清水エスパルス         | 2-1         | 国立競技場             | 副審 |
| 1999年11月3日 | 1999 Jリーグヤマザキナビスコカップ       | 柏レイソル             | 鹿島アントラーズ       | 2-2 (PK5-4) | 国立競技場             | 副審 |
| 2000年1月1日  | 第79回天皇杯全日本サッカー選手権大会     | 名古屋グランパスエイト | サンフレッチェ広島     | 2-0         | 国立競技場             | 副審 |
| 2000年3月4日  | ゼロックススーパーカップ 2000            | ジュビロ磐田           | 名古屋グランパスエイト | 1-1 (PK3-2) | 国立競技場             | 副審 |
| 2000年12月9日 | 2000 Jリーグサントリーチャンピオンシップ | 鹿島アントラーズ       | 横浜F・マリノス        | 3-0         | 国立競技場             | 副審 |
| 2001年1月1日  | 第80回天皇杯全日本サッカー選手権大会     | 鹿島アントラーズ       | 清水エスパルス         | 3v-2        | 国立競技場             | 副審 |
| 2001年12月2日 | 2001 Jリーグサントリーチャンピオンシップ | ジュビロ磐田           | 鹿島アントラーズ       | 2-2         | 静岡スタジアムエコパ   | 副審 |
| 2002年1月1日  | 第81回天皇杯全日本サッカー選手権大会     | 清水エスパルス         | セレッソ大阪           | 3v-2        | 国立競技場             | 副審 |
| 2003年1月1日  | 第82回天皇杯全日本サッカー選手権大会     | 鹿島アントラーズ       | 京都パープルサンガ     | 1-2         | 国立競技場             | 副審 |
| 2004年1月1日  | 第83回天皇杯全日本サッカー選手権大会     | ジュビロ磐田           | セレッソ大阪           | 1-0         | 国立競技場             | 副審 |
| 2004年11月3日 | 2004 Jリーグヤマザキナビスコカップ       | FC東京                 | 浦和レッズ             | 0-0 (PK4-2) | 国立競技場             | 副審 |
| 2004年12月5日 | 2004 Jリーグサントリーチャンピオンシップ | 横浜F・マリノス        | 浦和レッズ             | 1-0         | 横浜国際総合競技場     | 副審 |
| 2006年1月1日  | 第85回天皇杯全日本サッカー選手権大会     | 浦和レッズ             | 清水エスパルス         | 2-1         | 国立競技場             | 副審 |
| 2007年1月1日  | 第86回天皇杯全日本サッカー選手権大会     | 浦和レッズ             | ガンバ大阪             | 1-0         | 国立競技場             | 副審 |
| 2008年1月1日  | 第87回天皇杯全日本サッカー選手権大会     | サンフレッチェ広島     | 鹿島アントラーズ       | 0-2         | 国立競技場             | 副審 |
| 2008年11月1日 | 2008 Jリーグヤマザキナビスコカップ       | 大分トリニータ         | 清水エスパルス         | 2-0         | 国立競技場             | 副審 |